# Serhij Dsyndsyruk
Serhij Oleksandrowytsch Dsyndsyruk (ukrainisch Сергій Олександрович Дзиндзирук, wiss. Transliteration Serhij Oleksandrovyč Dzyndzyruk; * 1. März 1976 in Nyschnjohirskyj, Ukrainische SSR) ist ein ehemaliger ukrainischer Profiboxer. Er war von Dezember 2005 bis Oktober 2011 Weltmeister der World Boxing Organization (WBO) im Halbmittelgewicht.
Als Amateur im Weltergewicht war er unter anderem Vize-Weltmeister 1997 und Vize-Europameister 1998 sowie Teilnehmer der Olympischen Sommerspiele 1996 von Atlanta.

## Leben
Dsyndsyruk wurde auf der Krim geboren, wuchs jedoch mit seiner Familie in Browary auf. Während seiner Schulzeit begann er mit dem Boxsport und absolvierte eine Ausbildung zum Sportlehrer an der Universität in Perejaslaw-Chmelnyzkyj. Er lebt in Browary, dem Heimatort seiner Eltern, ist verheiratet und Vater von zwei Töchtern. Während seiner Profikarriere lebte er auch zeitweise in Hamburg und Los Angeles.

## Amateurkarriere
Dsyndsyruk gewann 1995 das Ahmet Cömert Tournament in der Türkei, sowie 1996 jeweils das Multi Nations Tournament in England, das Karl Lehmann Tournament in Estland und den Copenhagen Cup in Dänemark. Er siegte dabei unter anderem gegen Malik Cherchari, Amin Asikainen, Héctor Vinent und Hercules Kyvelos. Bei der Europameisterschaft 1996 in Dänemark verlor er im Halbfinale gegen den späteren Europameister Hasan Al und qualifizierte sich aufgrund seiner Erfolge für die Olympischen Spiele 1996 in Atlanta. Dort besiegte er Jangphonak Parkpoom, ehe er im Achtelfinale erneut gegen Hasan Al auf einem neunten Platz ausschied.
1997 gewann er den Chemiepokal in Deutschland, das Minsk Tournament in Belarus und erneut das Multi Nations Tournament in England. Er startete daraufhin auch bei der Weltmeisterschaft 1997 in Ungarn und gewann die Silbermedaille im Weltergewicht. Nach vier Siegen, darunter im Halbfinale gegen den olympischen Bronzemedaillengewinner Marian Simion, war er im Finale knapp mit 1:2 gegen Oleg Saitow unterlegen. Gegen diesen verlor er dann erneut im Finale der Europameisterschaft 1998 in Belarus, nachdem er zuvor unter anderem Mariusz Cendrowski und Vitalie Grușac geschlagen hatte. Ein weiterer Erfolg gelang ihm mit dem Gewinn des Acropolis Cup 1998 in Griechenland.

## Profikarriere
Dsyndsyruk wurde im Dezember 1998 Profi beim britischen Promoter Panos Eliades (Panix Promotions), wo zu diesem Zeitpunkt auch Lennox Lewis unter Vertrag stand. Nach 18 Kämpfen, von denen er 13 in Polen bestritt, wechselte er 2003 zum Hamburger Boxstall Universum Box-Promotion von Klaus-Peter Kohl, wo er seine größten Erfolge erzielte. Sein Trainer dort war Michael Timm. Der Wechsel zum deutschen Boxstall, wo bereits zahlreiche ukrainische Boxer wie Wolodymyr Sydorenko, Andreas Kotelnik, Alexander Dimitrenko, sowie die Klitschko-Brüder Wladimir und Vitali unter Vertrag standen, wurde vollzogen, da Lewis seine Karriere in den USA fortsetzte und der britische Promoter dadurch erheblich an Einfluss verloren hatte.
Nach einem langwierigen Rechtsstreit mit Universum Box-Promotion, der dazu führte, dass er ab November 2008 für über 17 Monate zu keinem Kampf kam, wurde sein Vertrag im Februar 2010 einvernehmlich aufgelöst. Dsyndsyruk hatte angegeben, dass er gegen die besten Boxer seiner Gewichtsklasse hätte antreten wollen, Universum ihm dies jedoch nicht ermöglichen könne. Im Anschluss unterzeichnete Dsyndsyruk eine Co-Promotion-Vereinbarung mit den US-Promotern Artie Pelullo (Banner Promotions) und Gary Shaw (Gary Shaw Productions), um seine Karriere in den USA fortsetzen zu können. 
Dsyndsyruk blieb bis zu seinem Wechsel in die USA ungeschlagen. Er wurde am 17. Juli 2004 in Zwickau mit einem TKO-Sieg in der dritten Runde gegen Mamadou Thiam EBU-Europameister im Halbmittelgewicht und verteidigte den Titel durch KO gegen Hussein Bayram und einstimmig nach Punkten gegen Jimmy Colas.
Am 3. Dezember 2005 erzielte er in der Bördelandhalle von Magdeburg den wohl bedeutendsten Sieg seiner Karriere, als ihm ein einstimmiger Punktsieg gegen Daniel Santos und damit der Gewinn des WBO-Weltmeistertitels im Halbmittelgewicht gelungen war. Santos, der bei den Olympischen Spielen 1996 Bronze gewonnen hatte und bereits WBO-Weltmeister im Weltergewicht gewesen war, hatte gegen Dsyndsyruk seine fünfte Titelverteidigung bestritten. Santos wurde 2008 noch WBA-Weltmeister im Halbmittelgewicht.
Dsyndsyruk verteidigte seinen Gürtel anschließend jeweils in Deutschland gegen Sebastián Luján, Alisultan Nadirbegow, Carlos Nascimento, Lukáš Konečný und Joel Julio, sowie im Mai 2010 in den USA gegen Daniel Dawson. Keiner dieser Gegner konnte im Laufe seiner Karriere einen regulären WM-Gürtel gewinnen.
Am 12. März 2011 boxte er in Mashantucket gegen Sergio Martínez, den ehemaligen WBC-Weltmeister im Halbmittelgewicht, sowie WBC/WBO-Weltmeister im Mittelgewicht. Den Kampf, bei dem es sich nicht um eine Titelverteidigung handelte, da die Boxer im Mittelgewicht gegeneinander antraten, verlor Dsyndsyruk durch TKO in der achten Runde. Im Verlauf des Kampfes wurde der Ukrainer insgesamt fünfmal angezählt. Im Oktober 2011 wurde ihm dann auch der WM-Titel im Halbmittelgewicht entzogen, da er seit seiner Niederlage gegen Martínez keine Titelverteidigung mehr bestritten und auch eine Pflichttitelverteidigung gegen Lukáš Konečný abgesagt hatte. Neuer Titelträger wurde der bisherige Interimsweltmeister des Verbandes, Saurbek Baissangurow.
Dsyndsyruk kehrte erst im September 2012 in den Ring zurück und erreichte nur ein Unentschieden gegen Jonathan Gonzalez. Im Januar 2013 bestritt er dann seinen nächsten und zugleich letzten Kampf; er verlor dabei durch TKO in der zehnten Runde gegen Brian Vera.
Im April 2013 erklärte Dsyndsyruk seinen Rücktritt vom Boxsport.
| Vorgänger     | Amt                                                                                          | Nachfolger           |
| ------------- | -------------------------------------------------------------------------------------------- | -------------------- |
| Daniel Santos | Boxweltmeister im Halbmittelgewicht (WBO) seit 3. Dezember 2005 – Oktober 2011 (Titelentzug) | Saurbek Baissangurow |